# Brunnen bei der Kronen (Sindolsheim)

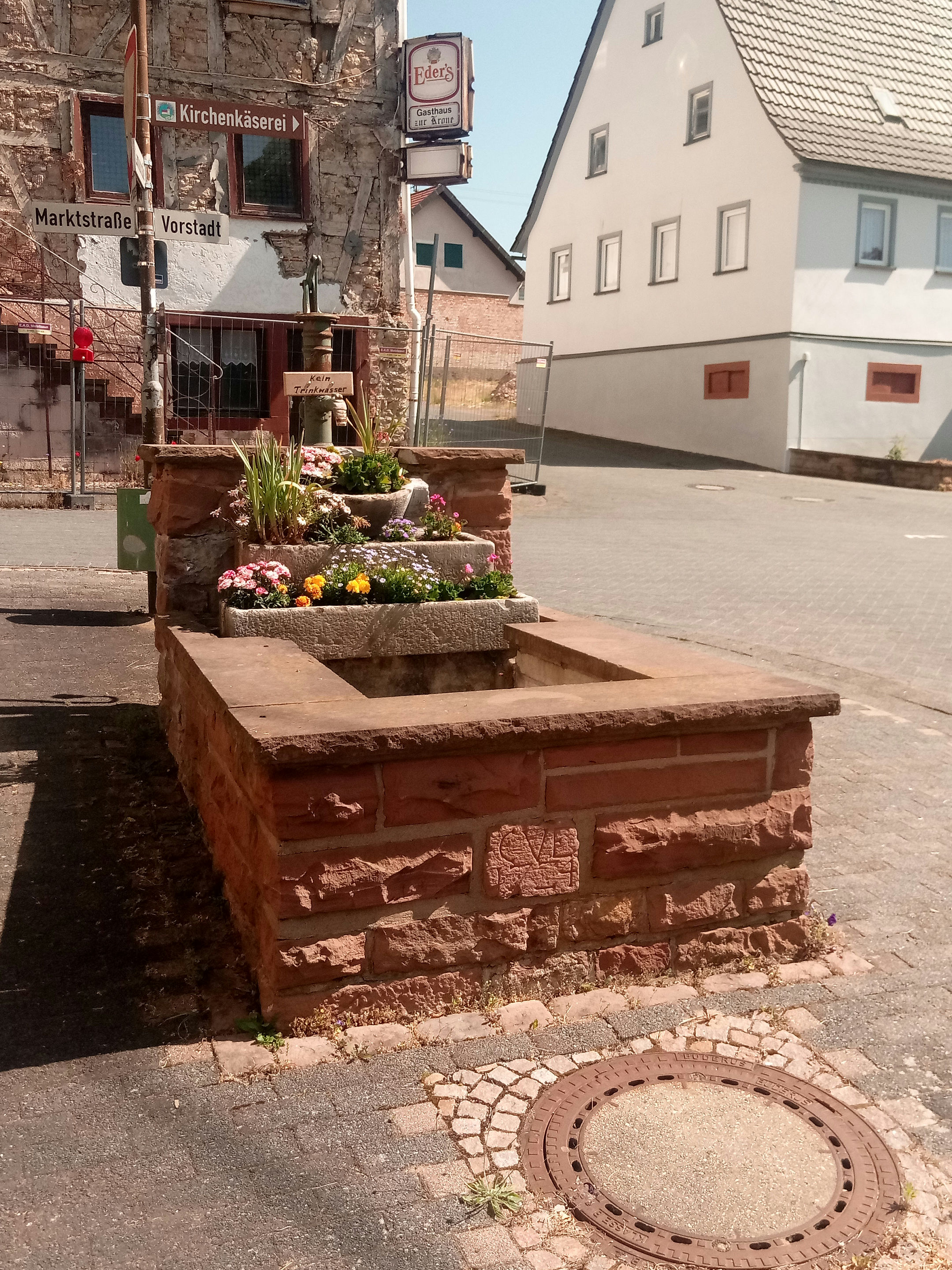
Der Brunnen bei der Kronen im Jahr 2023

Der Brunnen bei der Kronen in Sindolsheim, einem Ortsteil der Gemeinde Rosenberg im Neckar-Odenwald-Kreis in Baden-Württemberg, geht auf einen der drei historischen Dorfbrunnen des Ortes aus der Zeit vor 1800 zurück.

## Geschichte
Vor 1800 gab es in Sindolsheim drei gemeindeeigene Brunnen: den Kirchbrunnen, den Hasenwirtsbrunnen beim Gasthaus Zu den drei Hasen und den Linden- oder Kronenwirtsbrunnen beim Gasthaus Krone. 1813 erneuerte der Brunnenmeister Joseph Lintz aus Mudau den Kirchbrunnen, der von einem Ziehbrunnen zu einem Pumpbrunnen umgebaut wurde. Der örtliche Zimmermann Georg Knaup errichtete dafür ein Brunnenhäuschen bei der Kirche. Anschließend wurde auch der Brunnen bei der Kronen, der damals 80 Nürnberger Schuh (ca. 25 Meter) tief war, zu einem Pumpbrunnen umgebaut. Die Kosten für den Umbau beliefen sich auf 93 Gulden und 30 Kreuzer, die Hälfte der Baukosten wurde wie zuvor beim Kirchbrunnen von den Nutzern des Brunnens getragen. Anschließend erfolgte auch die Erneuerung des Hasenwirtsbrunnens. Ab 1818 erschloss die Gemeinde Sindolsheim den Leierbrunnen zur Deckung des steigenden Wasserbedarfs. 1862 folgte noch der Zimmermannsbrunnen. Zusätzlich gab es noch drei private Brunnen: den Kellereibrunnen, den Apothekersbrunnen und den Brunnen im Knopfhof.
Die Dorfbrunnen in Sindolsheim verloren erst mit dem Bau der Wasserleitung 1922 ihre wichtige Bedeutung für den Ort. Der Leierbrunnen wurde 1930 mit Schutt verfüllt. Der Brunnen bei der Kronen und der Kirchbrunnen blieben als Zierbrunnen erhalten. Während der Kirchbrunnen aus gusseiserner Pumpsäule und gusseisernem Becken besteht, erhielt der Brunnen bei der Kronen nach dem Straßenbau zusätzlich zur gusseisernen Pumpsäule einen aufgemauerten Brunnentrog mit zwei kleinen erhöhten Becken, über die sich das Wasser in den großen Trog ergießt.